# Aignan (Gers)
Aignan é uma comuna francesa na região administrativa da Occitânia, no departamento de Gers. Estende-se por uma área de 32.16 km², e possui 730 habitantes, segundo o censo de 2018, com uma densidade de 23 hab/km².